# Пивной сад

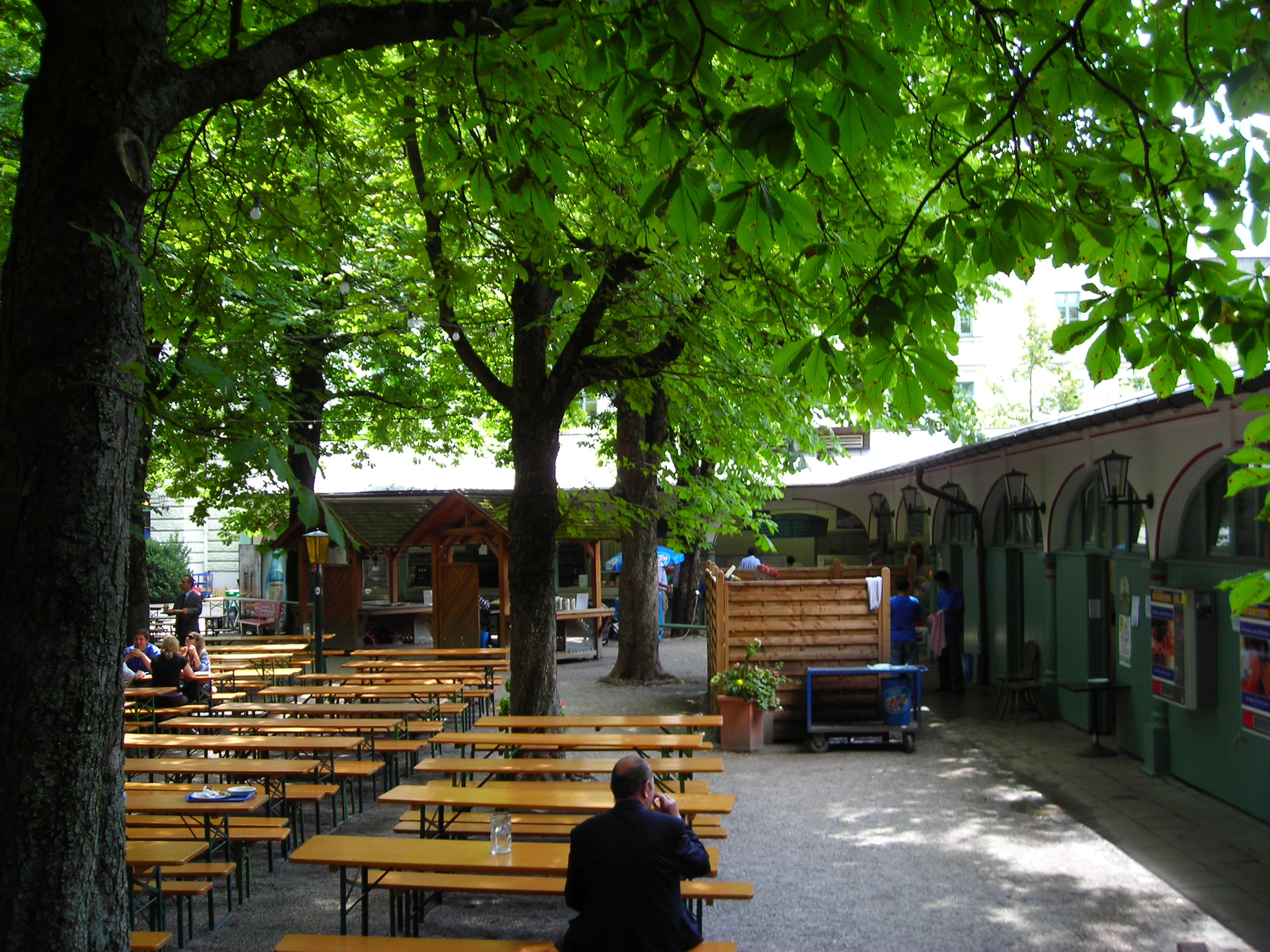
Пивной сад известной пивной «Хофбройкеллер» в Мюнхене

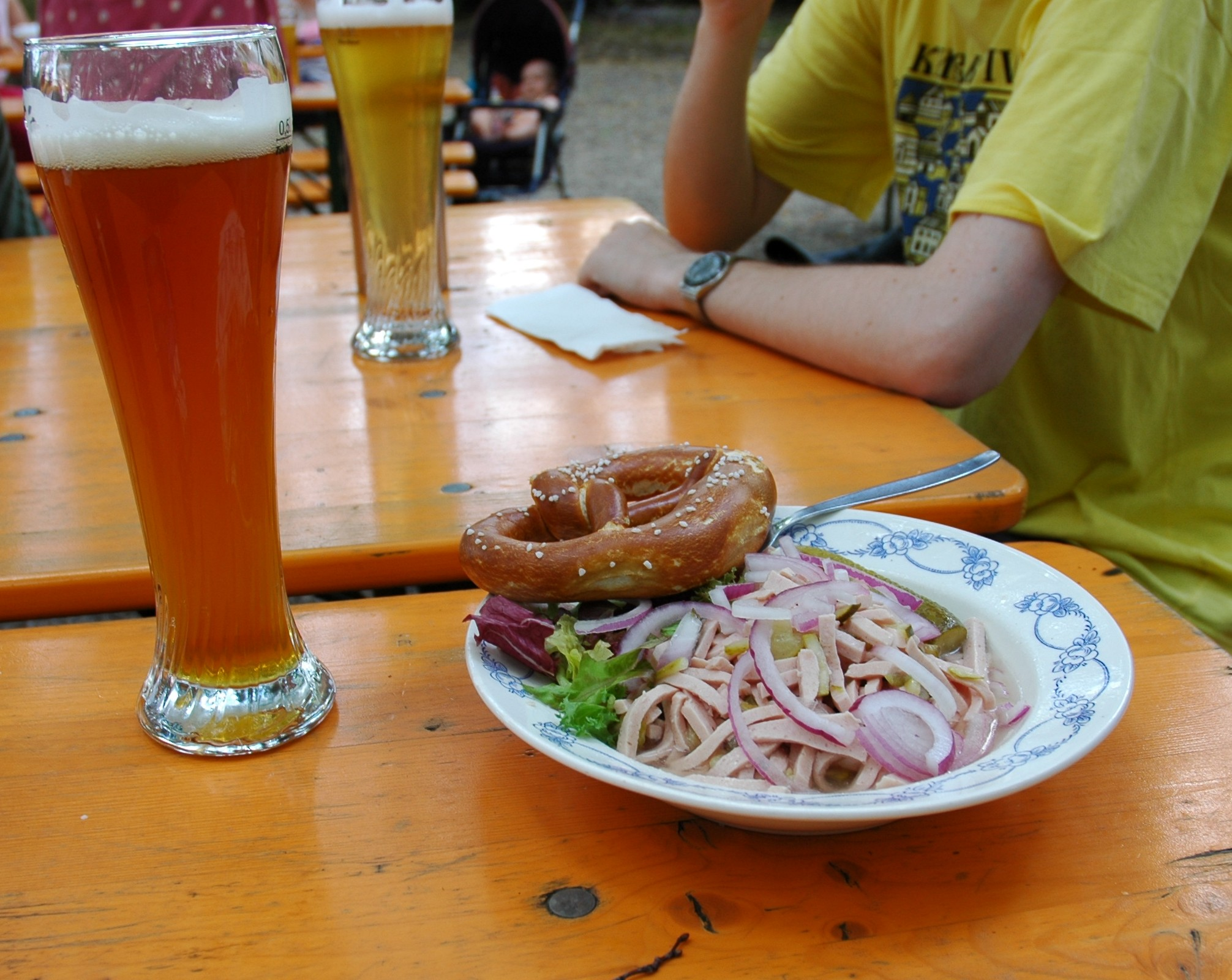
«Бротцайт» в пивном саду: колбасный салат с брецелем

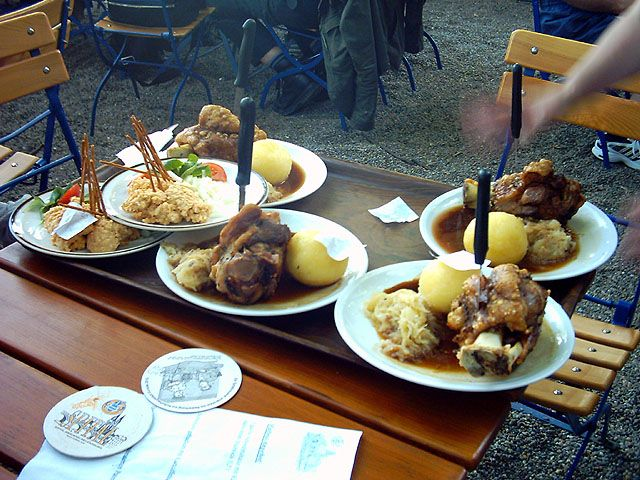
Хаксе и обацда в пивном саду

В Германии пиво пьют все классы общества: торговец и рабочий приводит всё своё семейство в пивной сад наслаждаться национальным напитком; жених, со скромным общественным положением, отправляется туда же с невестой.
Пивно́й сад (би́ргартен, нем. Biergarten) — особый тип пивного ресторана на открытом воздухе, обычно по образцу традиционного пивного заведения в Баварии с характерными длинными столами под тенистыми деревьями, обычно каштанами, куда посетитель вправе приносить с собой «бротцайт» — перекус или закуску. В баварском пивном саду действует самообслуживание, за столом принято здороваться, представляться по имени и говорить друг с другом на «ты», но за стол постоянных клиентов можно сесть только по приглашению. В Мюнхене целый ряд известных пивных садов работает в Английском саду.

## История
Истоки этого типа ресторана в саду можно найти в Баварии. Вне Баварии под пивным садом часто понимают все рестораны под открытым небом, но баварский пивной сад имеет свои особенности.
Характерным для традиционного пивного сада является право гостя принести и съесть свою еду. Более того, неотъемлемой частью традиционного пивного сада являются деревья (предпочтительно каштаны), деревянные скамейки и столы. На грунт обычно насыпается речной гравий.
Пивные сады возникли в Баварии в XIX веке в Мюнхене, когда пили преимущественно пиво низового брожения. По декрету короля Людвига I варка пива разрешалась только в холодное время года, потому что для брожения требуется температура от 4 до 8 градусов Цельсия.
Чтобы было возможно и летом продавать пиво, крупные производители на склонах реки Изар строили большие «пивные подвалы», в которых пиво хранилось в холоде. Для дополнительного снижения температуры посадили каштаны, которые своими густыми листьями летом затеняли погреба. Дополнительной мерой для обеспечения прохлады была обсыпка грунта белым гравием. Предполагается, что люди приходили в такие места со своими большими кружками, чтобы унести купленное пиво домой. Но в жаркие летние месяцы часто пили пиво прямо на месте. От этих «подвальных пивных садов» сохранились до наших дней Пауланер на Нокхерберге и Хофбройкеллер.
Следующим логическим шагом была перестройка территории пивных подвалов для продажи пива. Под деревья поставили простые столы и скамейки. Скоро эти места стали популярными целями прогулок мюнхенцев, что вызвало негодование владельцев мелких мюнхенских пивоварен. Для защиты от конкуренции они обратились к королю Максимилиану I, который 4 января 1812 года запретил продажу еды в пивных садах.
Каждый гость был вынужден приносить еду с собой.
Этот декрет уже давно не действует. В наши дни можно выбирать из множества закусок, которые продают в ларьках в пивных садах, но сохранилась традиция приносить свою еду.